# .tn
.tn為突尼西亞國家及地區頂級域（ccTLD）的域名。此外还拥有阿拉伯语顶级域名‎。該域名於1991年5月17日啟用。截至2017 年 7 月 21 日，該域名的註冊數量為38,042。

## 外部連結
- IANA .tn whois information（页面存档备份，存于）
- .tn domain registration website[]